# 宋惟翊
宋 惟翊（そう いよく、ソン・ユイク朝鮮語: 송유익）は、高麗の文官であり、朝鮮氏族の礪山宋氏の始祖である。中国京兆郡出身。
唐で戸部尚書を務めた宋柱殷の子孫の宋自英の息子である。宋惟翊は、高麗で進士を任官し、礪山君に封じられ、その後、銀青光禄大夫と枢密院副使を拝命した。